# My Place
My Place，是日本的音樂組合(二代目)J Soul Brothers的第4張單曲。於2009年1月7日起於EXILE mobile限量銷售。

## 解說
- (二代目) J Soul Brothers 的第4張單曲。
- 只在EXILE mobile中銷售，沒有在一般的CD店舖銷售。
- 「My Place」被使用作為東京電視台「嘉納杯 柔道ワールドグランプリ」主題歌。
- 「My Place」是NESMITH初次作詞的歌曲。

## 曲目

### DISC1(CD)
1. My Place
（作詞：NESMITH / 作曲：Hitoshi Harukawa）
東京電視台「嘉納杯 柔道World Grand Prix」主題歌。
收錄於專輯「J Soul Brothers」第7首歌曲。
2. Make It Real
（作詞・作曲：nao'ymt）
收錄於專輯「J Soul Brothers」第11首歌曲。
3. My Place -Instrumental-
4. Make It Real -Instrumental-

### DISC2(DVD)
- My Place（Music Video）

## 收錄專輯
- J Soul Brothers（M-1、2）